# Rio Bălăbănești
O Rio Bălăbăneşti é um rio da Romênia afluente do rio Jeravăţ, localizado nos distritos de Galaţi e Vaslui.